# Ocopa

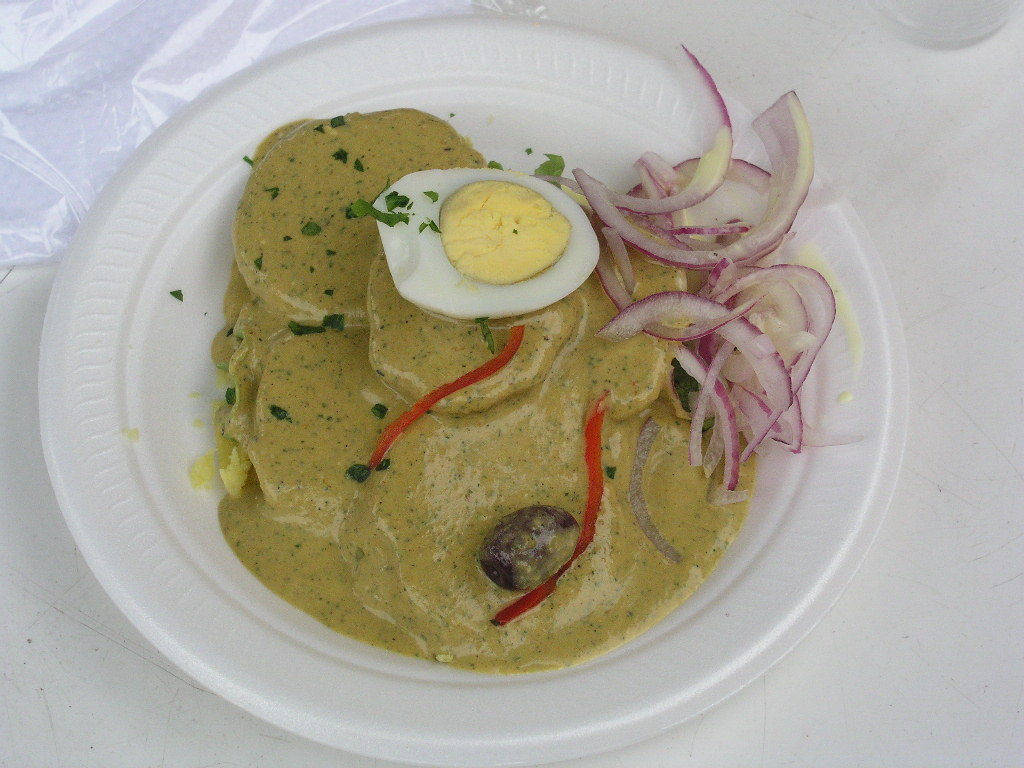
Ocopa.

Ocopa är en typisk maträtt i  Peru som ursprungligen kommer från staden Arequipa. Den består av en sås som serveras över kokt potatis, på liknande sätt som en annan peruansk maträtt som kallas papas a la huancaina. 
Såsen är gjord med torkad gul spansk peppar (ají mirasol) utan frön som sauteras, sauterad lök och vitlök, kex, jordnötter, en kvist vardera av huacatay och culantro, färskost, salt och olja körd i mixer så den får en lite tjockare konsistens (huacatay ger rätten en mycket annorlunda och karakteristisk färg än såsen till papas a la huancaina). Garneras slutligen med hårdkokta ägg och en oliv. Som tillägg kan serveras strimlad rödlök som har citronmarinerats.
I Arequipa serveras rätten vanligen med kokt potatis eller camarones. 
Den här artikeln är helt eller delvis baserad på material från spanskspråkiga Wikipedia, Ocopa, 3 oktober 2009.